# Escudo de Villavicencio
El escudo de armas de Villavicencio es el emblema heráldico que identifica a la ciudad colombiana de Villavicencio. Fue diseñado por Hernando Onofre.
El escudo y la bandera son los principales símbolos del distrito, forman parte de la imagen institucional de la administración municipal, por lo que son usadas en los actos oficiales, en la papelería oficial y en obras públicas.

## Diseño y significado de los elementos
El blasón, de forma francés moderno, contiene los siguientes elementos:
- El sol con sus rayos amarillos oro, naciendo sobre el horizonte sobre el fondo azul cielo, que significa la luz y la vitalidad del pueblo llanero.

- La rueda alada, como un símbolo del progreso.

- Palmeras, en representación de los morichales cercanos a la ciudad.

- El río Guatiquía, elemento central del escudo, el cual pasa por el costado de la ciudad y baña la inmensa llanura en la cual se asienta.

- La pica, la pala, la hachuela, el yunque y la rueda dentada que juntas representan el trabajo, la industria, el esfuerzo y el progreso del pueblo de Villavicencio.

- Una cabeza de ganado, como símbolo pecuario, riqueza y despensa de la región.